# Sartorius AG
Sartorius AG er en tysk multinational producent af laboratorieudstyr. De har hovedkvarter i Göttingen, hvor virksomheden blev etableret i 1870.